# コールマン郡 (テキサス州)
コールマン郡（コールマンぐん、英: Coleman County）は、アメリカ合衆国テキサス州の中央部に位置する郡である。2010年国勢調査での人口は8,895人であり、2000年の9,235人から3.7%減少した。郡庁所在地はコールマン市（人口4,709人）であり、同郡で人口最大の都市でもある。郡名はテキサス独立宣言に署名し、サンジャシントの戦いに参戦したロバート・M・コールマンに因んで名付けられた。

## 年譜
- 紀元前10000年頃 – コールマン郡となった地域の初期住人はインディアンだった。その後、ジュマノ族、リパン・アパッチ族、コマンチ族が住んだ[4]
- 1632年、サラス神父がコロラド川上流に遠征隊を率いて来た[4]
- 1650年、ヘルナン・マーティンとディエゴ・デル・カスティリョ両大尉が、地域の西部をコンチョ川まで探検し、真珠を持ち帰った[4]
- 1654年、ディエゴ・デ・グアダラハラがマーティンやカスティリョと同じ経路を辿った[4]
- 1683年-1684年フアン・ドミンゲス・デ・メンドーサが伝道所を造ったが、短命に終わった[5]
- 1855年、郡内では最古の町であるトリッカムがカウボーイの交易拠点、および牧場主ジョン・チザムの牧畜業の拠点として設立された[6]
- 1858年、ブラウン郡とトラヴィス郡の一部を合わせてコールマン郡が設立された。郡名は、テキサス独立宣言に署名し、サンジャシントの戦いに参戦したロバート・M・コールマンに因んで名付けられた。[4]
- 1861年、リッチ・コフィーがリーデイとボスの町を造った[7]
- 1876年、コールマンの町の設立場所が選定された[8]
- 1879年、サンタアナの町が設立された。その名前はサンタアナ山に因んでおり、その山はコマンチ族の酋長サンタアナに因むものだった[9]
- 1908年、トリッカムの近くで最初の石油が発見された[10]
- 1917年、コールマン市の北、J・P・モリス牧場で石油が発見された[4]
- 1923年、コールマン郡医療センターが開設された[4]
- 1925年、地元の農業を支えていたのは63%の借地農だった[4]
- 1930年、郡人口は 23,669人となり、過去最高を記録した[4]
- 1948年、原油の生産高が年100万バーレル (159,000 m3) を超えた[4]
- 2000年、風力発電を行うウィンドクリーン社が設立された[4]

## 地理
アメリカ合衆国国勢調査局に拠れば、郡域全面積は1,281平方マイル (3,317.8 km2)であり、このうち陸地1,260平方マイル (3,263.4 km2)、水域は21平方マイル (54.4 km2)で水域率は1.66%である。

### 主要高規格道路
- アメリカ国道67号線
- アメリカ国道84号線
- アメリカ国道283号線
- テキサス州道153号線
- テキサス州道206号線

### 隣接する郡
- キャラハン郡 - 北
- ブラウン郡 - 東
- マカロック郡 - 南
- コンチョ郡 - 南西
- ラネルズ郡 - 西
- テイラー郡 - 北西

## 人口動態
以下は2000年の国勢調査による人口統計データである。
| 基礎データ - 人口: 9,235人 - 世帯数: 3,889 世帯 - 家族数: 2,609 家族 - 人口密度: 3人/km2（7人/mi2） - 住居数: 5,248軒 - 住居密度: 2軒/km2（4軒/mi2） 人種別人口構成 - 白人: 88.53% - アフリカン・アメリカン: 2.19% - ネイティブ・アメリカン: 0.62% - アジア人: 0.22% - 太平洋諸島系: 0.01% - その他の人種: 6.53% - 混血: 1.91% - ヒスパニック・ラテン系: 13.96% 年齢別人口構成 - 18歳未満: 23.6% - 18-24歳: 6.6% - 25-44歳: 22.7% - 45-64歳: 24.0% - 65歳以上: 23.0% - 年齢の中央値: 43歳 - 性比（女性100人あたり男性の人口） - 総人口: 92.2 - 18歳以上: 88.1 | 世帯と家族（対世帯数） - 18歳未満の子供がいる: 27.2% - 結婚・同居している夫婦: 53.8% - 未婚・離婚・死別女性が世帯主: 9.3% - 非家族世帯: 32.9% - 単身世帯: 30.2% - 65歳以上の老人1人暮らし: 17.4% - 平均構成人数 - 世帯: 2.33人 - 家族: 2.88人 収入と家計 - 収入の中央値 - 世帯: 25,658米ドル - 家族: 31,168米ドル - 性別 - 男性: 25,993米ドル - 女性: 17,378米ドル - 人口1人あたり収入: 14,911米ドル - 貧困線以下 - 対人口: 19.9% - 対家族数: 15.5% - 18歳未満: 27.4% - 65歳以上: 14.9% |

## 都市と町
- コールマン - 郡庁所在地
- ノバイス
- サンタアナ
- バーケット]、未編入の町
- ゴールズボロ、未編入の町
- グールドバスク、未編入の町
- ロックウッド、未編入の町
- タルパ、未編入の町
- バレナ、未編入の町
- ボス、未編入の町

## 教育
コールマン郡は、次の教育学区が管轄している。
- バングス独立教育学区、大半はブラウン郡内
- コールマン独立教育学区
- クロスプレーンズ独立教育学区、大半はキャラハン郡内、小部分がイーストランド、ブラウン各郡内
- ノバイス独立教育学区、小部分がラネルズ郡内
- パンサークリーク統合独立教育学区、小部分がラネルズ郡内
- サンタアナ独立教育学区